# Platystele perpusilla
Platystele perpusilla är en orkidéart som först beskrevs av Heinrich Gustav Reichenbach, och fick sitt nu gällande namn av Leslie Andrew Garay. Platystele perpusilla ingår i släktet Platystele och familjen orkidéer. Inga underarter finns listade i Catalogue of Life.

## Bildgalleri

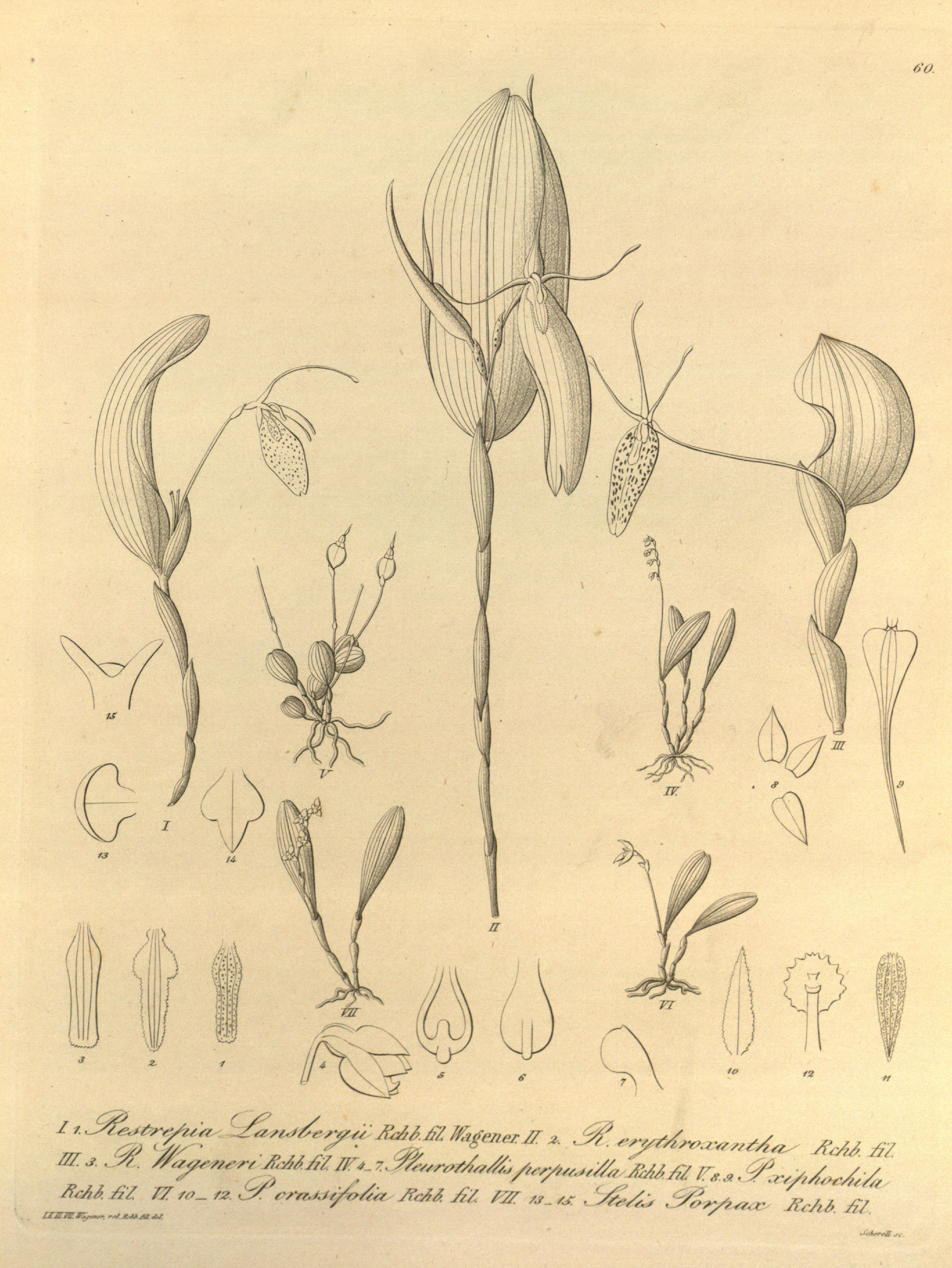